# Branko Souček
Branko Souček (Bjelovar, 25. travnja 1930. – Bari, 12. prosinca 2014.), bio je hrvatski znanstvenik češkog podrijetla, akademik, doajen hrvatske i svjetske računalne znanosti.

## Životopis
Rodio se u Bjelovaru 1930. godine. Otac mu je bio doseljenik iz Češke. Diplomirao je elektrotehniku u Zagrebu 1955. godine. Radio je na Institutu Ruđer Boškoviću Zagrebu od 1955. do 1976. godine. Na Institutu je osmislio i bio voditelj konstruiranja prvog digitalnoga računala u Hrvatskoj i Jugoslaviji 1959. godine. Izradio je projekt "256-kanalni analizator, memorija, logika i programi" i objavio ga u stručnom časopisu "Elektrotehnika" 1959. godine. Njegov projekt smatra se početkom računarstva u Hrvatskoj. Součekovo računalo bilo je vrlo napredno za to vrijeme i pobudilo je interes svjetskih znanstvenika. Računalni sklop bio je u ormaru visine 2 m, programi su izvođeni brzinom milijun ciklusa u sekundi, logički sklopovi bazirali su se na vakuumskim cijevima. Direktor glasovitoga američkoga instituta BNL osobno je došao u Zagreb vidjeti to računalo. Dobio je znanstvene nagrade "Nikola Tesla" 1960. i 1963. godine te nagradu ETAN 1963. godine. 
Branko Souček doktorirao je elektrotehniku 1963. godine, a 1966. osniva laboratorij za kibernetiku. Predavao je honorarno na Elektrotehničkom i Prirodoslovno-matematičkom fakultetu u Zagrebu. Vodio je projekt osnivanja centra ZRCE (Znanstveno računalnoga centra), koji se danas zove SRCE (Sveučilišni računski centar). 
Usavršavao se na nekoliko američkih instituta i sveučilišta. Napisao je prvu knjigu pod nazivom: "Minicomputers, Microprocesors and Microcomputers" 1972. godine. Pobudio je veliko zanimanje i na tu temu održao je niz predavanja u nekoliko američkih gradova te u Parizu i Londonu. Uskoro je objavio i knjige "Minicomputers in Data Processing and Simulation" i "Microprocesors and microcomputers". Redoviti je profesor na Sveučilištu "State University of New York" od 1973. do 1975. godine.
Član je Hrvatske akademije znanosti i umjetnosti (tada JAZU) od 1977. kao član suradnik u Razredu za matematičke, fizičke i kemijske znanosti. A od 2002. godine dopisni je član HAZU-a. Istraživao je mini i mikro računala, neuralne mreže, sustave u realnom vremenu, dinamičko, genetičko i kaotično programiranje, prepoznavanje objekata i dr.
Objavio je oko 100 radova samostalno ili sa suradnicima te 13 knjiga (10 na engleskom jeziku te 2 na ruskom i 1 na japanskom jeziku). Njegove knjige prevođene su na hrvatski, ruski i japanski u preko 100.000 primjeraka. Bio je profesor na Sveučilištu Arizona u Tucsonu, a još uvijek je redovni profesor na Prirodoslovno-matematičkom fakultetu u Zagrebu. Radi na Institutu u Bariju. Dao je velik doprinos u razvoju računalne tehnologije, obrazovao je velik broj stručnjaka iz toga područja. Osnovao je "Zakladu Souček" sa sjedištem u Zagrebu. Cilj je pomoći mladim talentima, da razviju svoje sposobnosti i uključe se u razvoj hrvatskoga gospodarstva i društva.
Bio je stručni suradnik UN-ovih agencija UNIDO (Organizacija Ujedinjenih naroda za industrijski razvoj) i IAEA (Međunarodna agencija za atomsku energiju). Obje agencije imaju sjedište u Beču. Također je bio stručni suradnik i NASA-e, IBM-a, Siemensa, Scheringa te američkog instituta BNL i hrvatskog Instituta Ruđer Bošković. Bio je član međunarodne znanstvene organizacije "American Association for the Advancement of Science", koja je najbrojnija znanstvena organizacija na svijetu i izdaje časopis "Science".
Njegova biografija bila je uvrštena u publikacijama: "Međunarodni znanstvenik 2003. godine" Engleska; "Tko je tko u svijetu 2001. godine", SAD i "Tko je tko u znanosti i inženjeringu 2004. godine", SAD.

## Nagrade i priznanja
- 2012.: Državna nagrada za životno djelo u području tehničkih znanosti.[4]

## Knjige
- Minicomputers, Microprocesors and Microcomputers, 1972.
- Minicomputers in Data Processing and Simulation, 1972.
- Microprocessors and Microcomputers, 1976.
- Computers In Neurobiology & Behavior, 1976.
- Neural & Massively Parallel Computers, 1988.
- Neural and Concurrent Real Time Systems: The Sixth Generation (Sixth-Generation Computer Technology Series), 1989.
- Neural and Intelligent Systems Integration: Fifth and Sixth Generation Integrated Reasoning Information Systems (Sixth Generation Computer Technologies, 1991.
- Dynamic, Genetic, and Chaotic Programming: The Sixth-Generation (Sixth Generation Computer Technologies), 1992.
- Fast Learning and Invariant Object Recognition: The Sixth-Generation Breakthrough (Sixth Generation Computer Technology Series), 1992.
- Fuzzy, Holographic, and Parallel Intelligence - The Sixth-Generation Breakthrough, 1992
- Quantum Mind Networks, 1997